# توماس کلیتون
توماس کلیتون (به انگلیسی: Thomas Clayton) سناتور سابق عضو حزب ملی جمهوری‌خواه بود. وی در سال ۱۸۲۴ تا ۱۸۲۵ و ۱۸۲۵ تا ۱۸۲۷ و ۱۸۳۷ تا ۱۸۴۷ میلادی سناتور ایالت دلاویر در سنای ایالات متحده آمریکا بود.